# Kerry Harris
Kerry Harris   (Melbourne, 19 de setembre de 1949) és una tennista professional australiana retirada.
En el seu palmarès destaca un títol de Grand Slam en dobles femenins, l'Open d'Austràlia 1972. Va disputar quatre finals de Grand Slam en dobles femenins, destacant tres finals consecutives de l'Open d'Austràlia.

## Torneigs de Grand Slam

### Dobles femenins: 4 (1−3)
| Resultat   | Núm. | Any  | Torneig              | Parella        | Oponents                         | Marcador |
| ---------- | ---- | ---- | -------------------- | -------------- | -------------------------------- | -------- |
| Finalista  | 1.   | 1971 | Roland Garros        | Helen Gourlay  | Françoise Dürr Gail Chanfreau    | 4−6, 1−6 |
| Guanyadora | 1.   | 1972 | Open d'Austràlia     | Helen Gourlay  | Patricia Coleman Karen Krantzcke | 6−0, 6−4 |
| Finalista  | 2.   | 1973 | Open d'Austràlia     | Kerry Melville | Margaret Court Virginia Wade     | 4−6, 4−6 |
| Finalista  | 3.   | 1974 | Open d'Austràlia (2) | Kerry Melville | Evonne Goolagong Peggy Michel    | 5−7, 4−6 |

## Trajectòria

### Individual
| Open d'Austràlia | 1R | 2R | 3R | 1R | SF | QF | 1R | 1R | 0 / 8 |
| Roland Garros | 3R | A  | 2R | 1R | 1R | A  | A  | A  | 0 / 4 |
| Wimbledon | 2R | 4R | 1R | 2R | 4R | 3R | 3R | A  | 0 / 7 |
| US Open | A  | 1R | 1R | 3R | A  | 1R | A  | A  | 0 / 4 |
| Llegenda: G: Guanyadora; F: Finalista; SF: Semifinalista; QF: Quarts de final; Q: Qualificació; A: Absent; RR: Round Robin |    |    |    |    |    |    |    |    |       |

### Dobles femenins
| Open d'Austràlia | A  | QF | QF | SF | SF | G  | F  | F  | SF | 0 / 8 |
| Roland Garros | A  | 1R | A  | 3R | F  | QF | A  | A  | A  | 0 / 4 |
| Wimbledon | 2R | 2R | QF | 1R | 3R | 3R | 2R | 3R | A  | 0 / 8 |
| US Open | A  | A  | 2R | QF | QF | QF | QF | A  | A  | 0 / 5 |
| Llegenda: G: Guanyadora; F: Finalista; SF: Semifinalista; QF: Quarts de final; Q: Qualificació; A: Absent; RR: Round Robin |    |    |    |    |    |    |    |    |    |       |

### Dobles mixts
| Open d'Austràlia | A  | QF | No celebrat | No celebrat | No celebrat | No celebrat | No celebrat | 0 / 1 |
| Roland Garros | 3R | A  | 2R          | A           | A           | A           | A           | 0 / 2 |
| Wimbledon | 2R | 4R | 4R          | 4R          | 1R          | 1R          | 3R          | 0 / 7 |
| US Open | A  | 3R | 1R          | QF          | 1R          | A           | A           | 0 / 4 |
| Llegenda: G: Guanyadora; F: Finalista; SF: Semifinalista; QF: Quarts de final; Q: Qualificació; A: Absent; RR: Round Robin |    |    |             |             |             |             |             |       |